# Streptoglossa
 Streptoglossa   Steetz ex F.Muell., 1863  è un genere di piante angiosperme dicotiledoni della famiglia delle Asteraceae, sottofamiglia Asteroideae, tribù Inuleae e sottotribù Plucheinae.

## Etimologia
Il nome del genere deriva da due parole greche "strepto" (= arrotolato, attorcigliato) e "glossa" (= lingua).
Il nome scientifico del genere è stato definito dai botanici Joachim Steetz (1804-1862) e Ferdinand Jacob Heinrich von Mueller (1825-1896) nella pubblicazione " Transactions of the Botanical Society Edinburgh" (Trans. Bot. Soc. Edinburgh 7: 491) del 1863.

## Descrizione

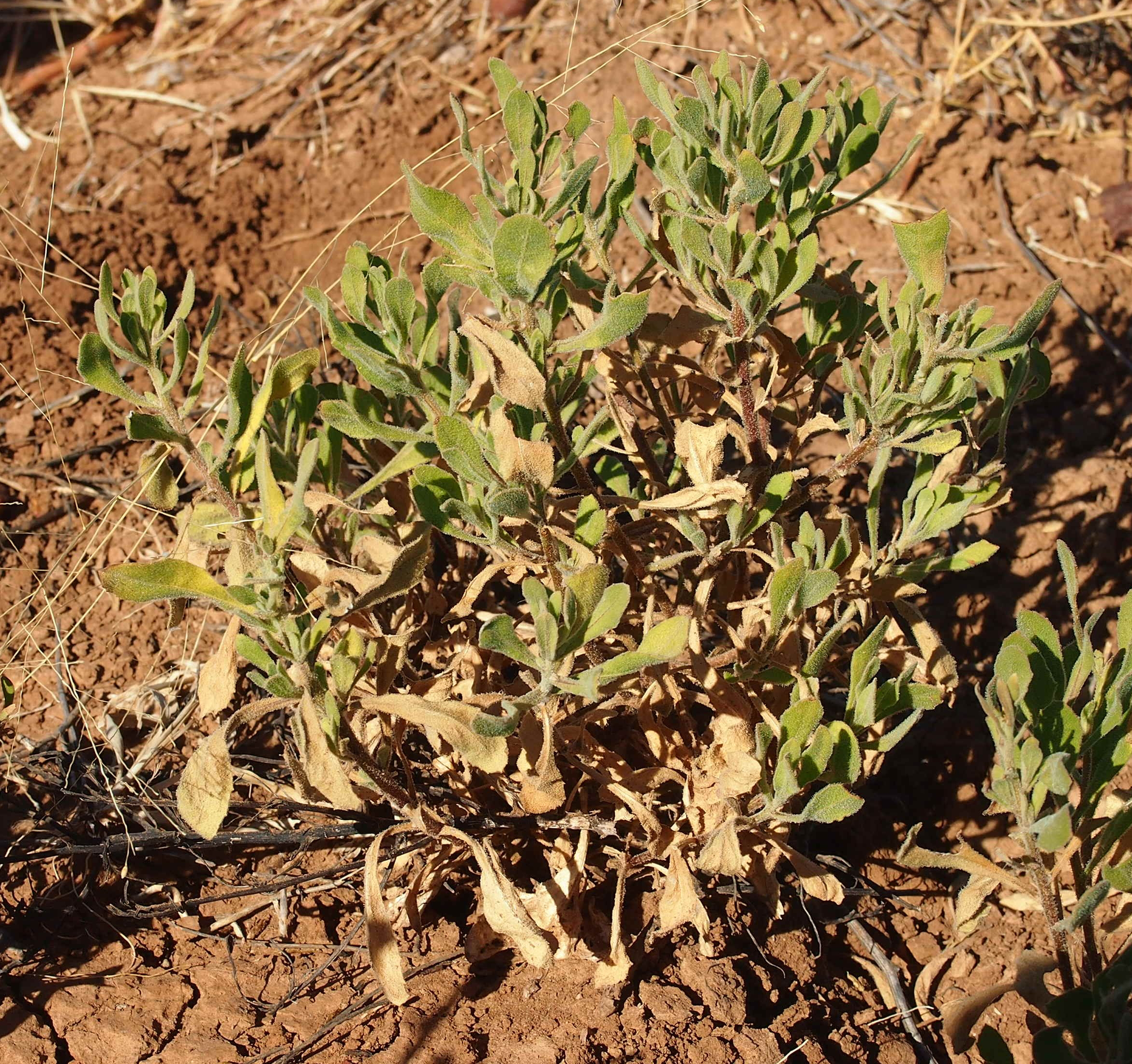
Il portamento
Streptoglossa bubakii

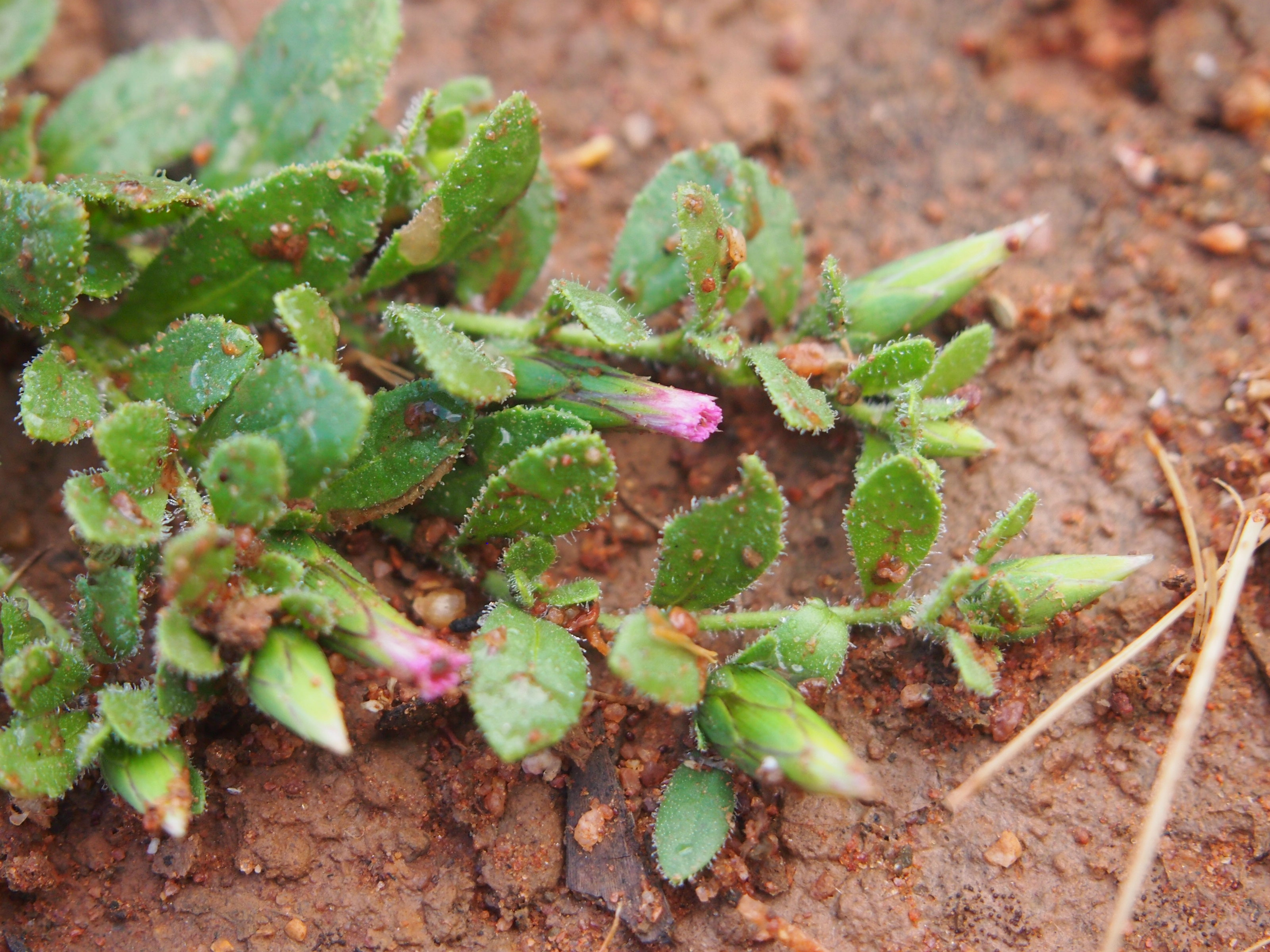
Le foglie
Streptoglossa cylindriceps

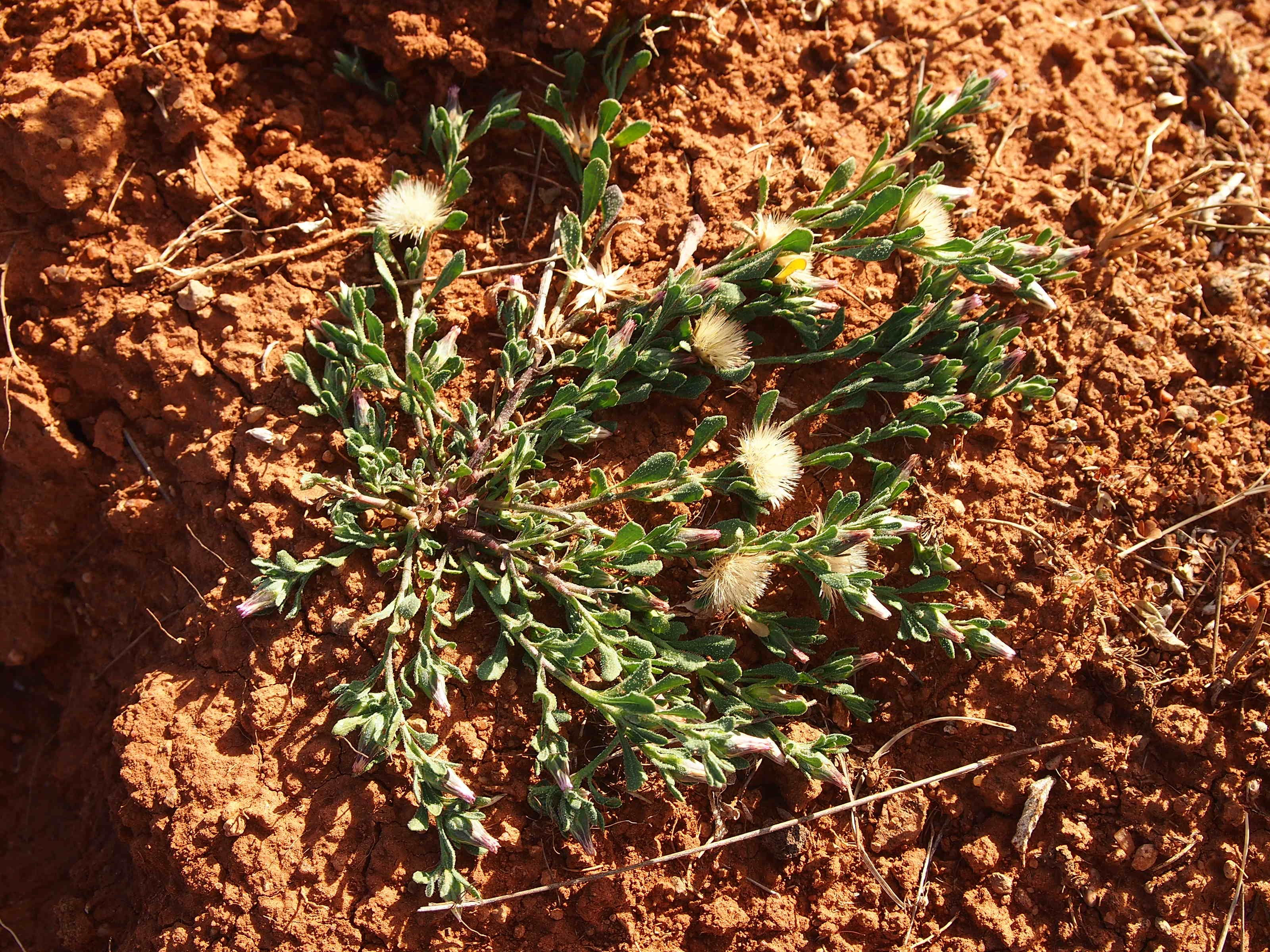
Infiorescenza
Streptoglossa adscendens

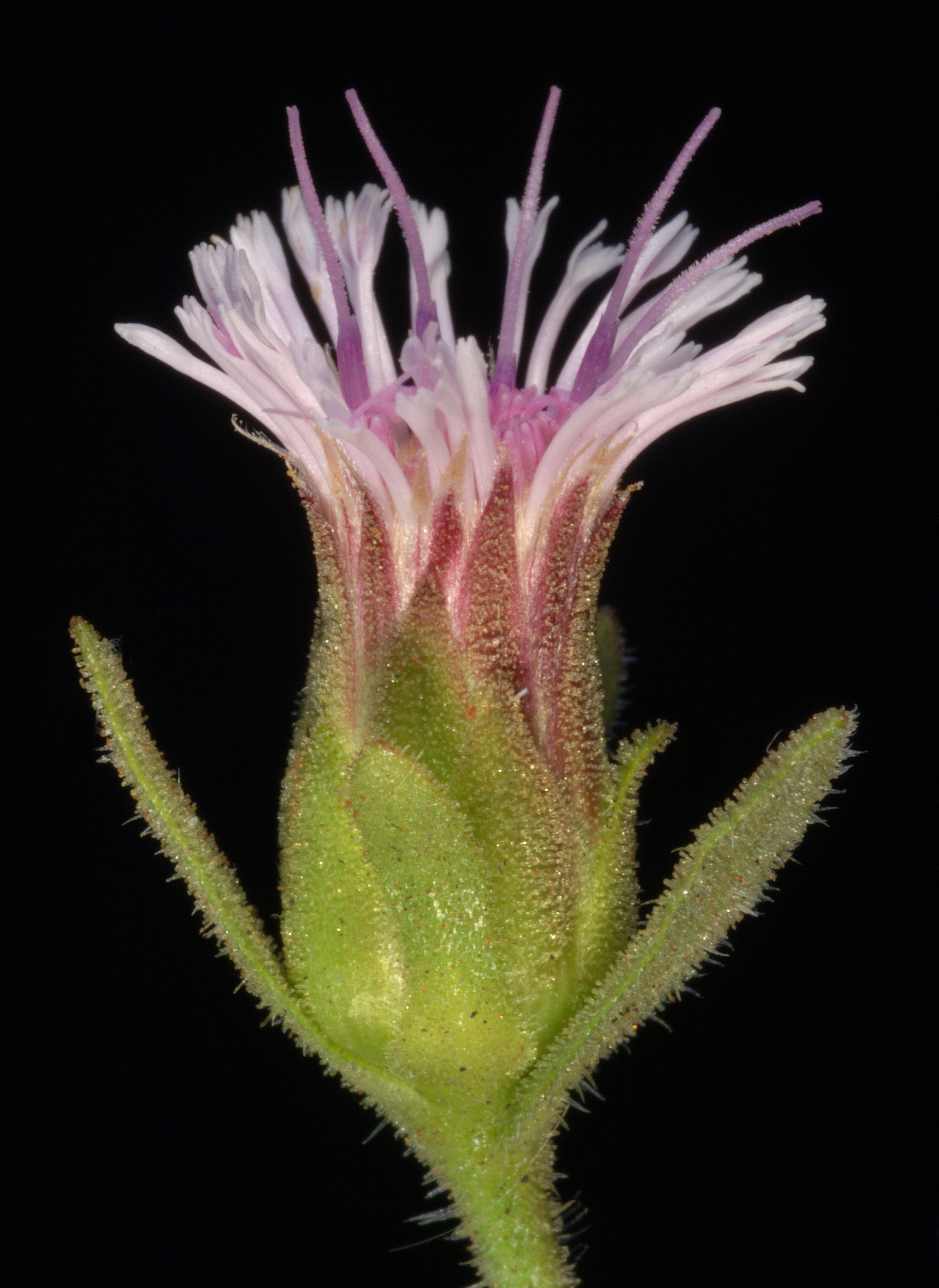
I fiori
Streptoglossa odora

Portamento. Le specie di questo genere sono subarbusti o erbe perenni o annue. Alcune parti delle piante possono essere aromatiche.
Fusto. La parte sotterranea del fusto consiste prevalentemente in rizomi allungati. La parte aerea del fusto in genere è sprovvista di condotti di resina. Generalmente il floema è privo di strati fibrosi; inoltre sono assenti i tessuti latticiferi.
Foglie. Le foglie lungo il caule sono disposte in modo alternato e sessile. La lamina può essere semplice spesso decorrente, dentata e pelosa o ghiandolosa.
Infiorescenza. Le infiorescenze sono formate da capolini eterogami sia solitari che in formazioni corimbose. I capolini, sessili o peduncolati, possono essere di tipo sia radiato che disciforme e sono formati da un involucro composto da brattee disposte in modo embricato al cui interno un ricettacolo fa da base ai fiori ligulati periferici o fiori del raggio e ai fiori tubulosi quelli centrali o del disco. L'involucro può essere cilindrico, campanulato o a forma di coppa. Le brattee sono disposte generalmente su più righe; hanno consistenza erbacea o cartilaginea, ma senza margini ialini; gli stereomi non sono divisi. Il ricettacolo, a protezione della base dei fiori, è piatto; è sprovvisto di pagliette. Fiori presenti nei capolini: 15-100.
Fiori.  I fiori sono tetra-ciclici (formati cioè da 4 verticilli: calice – corolla – androceo – gineceo) e pentameri (calice e corolla formati da 5 elementi). Si distinguono in:
- fiori del raggio (esterni): sono femminili e sono disposti su una o più serie; la forma è ligulata (zigomorfa);
- fiori del disco (centrali): sono meno numerosi con forme brevemente tubulose (attinomorfe); sono ermafroditi o funzionalmente maschili.

- Formula fiorale:

*/x K {\displaystyle \infty }, [C (5), A (5)], G 2 (infero), achenio
- Calice: i sepali del calice sono ridotti ad una coroncina di squame.

- Corolla:

- fiori del raggio: la forma della corolla alla base è più o meno tubulosa-imbutiforme, mentre all'apice è minutamente ligulata; la ligula può terminare con alcuni denti; il colore è porpora;
- fiori del disco: la forma è tubulare bruscamente divaricata in 4-5 brevi lobi; il colore è porpora.

- Androceo: l'androceo è formato da 5 stami sorretti da filamenti generalmente liberi; gli stami sono connati e formano un manicotto circondante lo stilo; le teche (produttrici del polline) sono troncate e non sono speronate. La base delle antere può essere lunga o corta con code ramificate oppure no (raramente sono prive di coda). Il tessuto dell'endotecio è a forma radiale. Le cellule del collare dei filamenti sono piatte o di tipo mammelloso.

- Gineceo: il gineceo ha un ovario uniloculare infero formato da due carpelli.[5] Lo stilo è unico e con due stigmi nella parte apicale. Gli stigmi spesso sono provvisti di peli acuti che terminano sopra la biforcazione, oppure da peli ottusi che terminano ben al di sotto della biforcazione. Le superfici stigmatiche confluiscono all'apice, mentre alla base sono separate in due distinte linee (lignee stigmatiche marginali[7]). Il polline è spinuloso.

Frutti.  I frutti sono degli acheni con pappo. Gli acheni, con forme affusolate e alcune coste superficiali, sono villosi. Il pappo è formato da rigide setole capillari, barbate connate su 1-3 righe. Ogni setola è dentata.

## Biologia
Impollinazione: l'impollinazione avviene tramite insetti (impollinazione entomogama tramite farfalle diurne e notturne).

Riproduzione: la fecondazione avviene fondamentalmente tramite l'impollinazione dei fiori (vedi sopra).

Dispersione: i semi (gli acheni) cadendo a terra sono successivamente dispersi soprattutto da insetti tipo formiche (disseminazione mirmecoria). In questo tipo di piante avviene anche un altro tipo di dispersione: zoocoria. Infatti gli uncini delle brattee dell'involucro (se presenti) si agganciano ai peli degli animali di passaggio disperdendo così anche su lunghe distanze i semi della pianta. Inoltre per merito del pappo (se presente) il vento può trasportare i semi anche a distanza di alcuni chilometri (disseminazione anemocora).

## Distribuzione e habitat
Le specie di questo genere sono distribuite in Australia.

## Sistematica
La famiglia di appartenenza di questa voce (Asteraceae o Compositae, nomen conservandum) probabilmente originaria del Sud America, è la più numerosa del mondo vegetale, comprende oltre 23.000 specie distribuite su 1.535 generi, oppure 22.750 specie e 1.530 generi secondo altre fonti (una delle checklist più aggiornata elenca fino a 1.679 generi). La famiglia attualmente (2021) è divisa in 16 sottofamiglie; la sottofamiglia Asteroideae è una di queste e rappresenta l'evoluzione più recente di tutta la famiglia.

### Filogenesi
La tribù Inuleae (comprendente le Inulinae) è una delle 21 tribù della sottofamiglia Asteroideae). Da un punto di vista filogenetico, la tribù Inuleae, all'interno della sottofamiglia, fa parte del gruppo "Helianthodae". La sottotribù Plucheinae  è caratterizzata da corolle con varie tonalità di rosa, malva o porpora, con stigmi ricoperti di peli acuti, ma senza la caratteristica di avere dei grandi cristalli di ossalato nelle cellule dell'epidermide dell'achenio.
La sottotribù è divisa in vari subcladi. Il genere di questa voce appartiene ad un clade interno (il "core" della sottotribù ) formato dai generi Coleocoma, Cylindrocline, Epaltes, Karelinia, Laggera, Pluchea, Porphyrostemma, Sphaeranthus, Streptoglossa e Tessaria.
I caratteri distintivi del genere sono:
- i capolini sono provvisti di fiori femminili minuti;
- le foglie sono ampie;
- il colore delle corolle è porpora.

Il numero cromosomico delle specie di questo genere è: 2n = 20.

### Elenco delle specie
Questo genere ha 8 specie:
- Streptoglossa adscendens (Benth.) Dunlop
- Streptoglossa bubakii  (Domin) Dunlop
- Streptoglossa cylindriceps  (J.M.Black) Dunlop
- Streptoglossa decurrens  (Benth.) Dunlop
- Streptoglossa liatroides  (Turcz.) Dunlop
- Streptoglossa macrocephala  (F.Muell.) Dunlop
- Streptoglossa odora  (F.Muell.) Dunlop
- Streptoglossa tenuiflora  Dunlop

### Sinonimi
Sono elencati alcuni sinonimi per questa entità:
- Pterigeron (DC.) Benth.